# カットグット

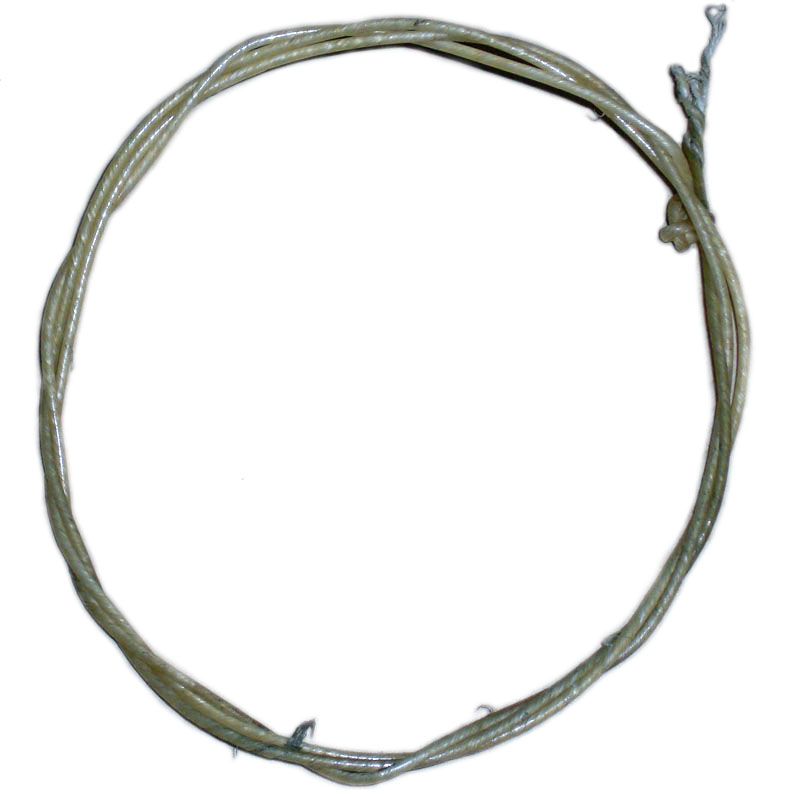
カットグット製のチェロの弦

カットグット(catgut)とは、動物の腸から作る天然素材の糸、ヒモのこと 。通常は羊やヤギが用いられるが、牛、豚、ラバ、ロバが用いられることがある。腸線とも呼ばれる。

## 語源
catgutはcattlegutの略語であるという説や、kitgutやkitstringを語源にしているという説がある。

## 生産方法
腸を綺麗に洗い脂肪をとりしばし水に浸しておく。外膜を鈍いナイフで擦り取り、灰汁にしばらく浸す。続いて引き延ばすことにより滑らかに均一にする。
次に防腐目的で硫黄ガスを当てられ、必要であれば染色を受ける。

## 用途

### 弦楽器

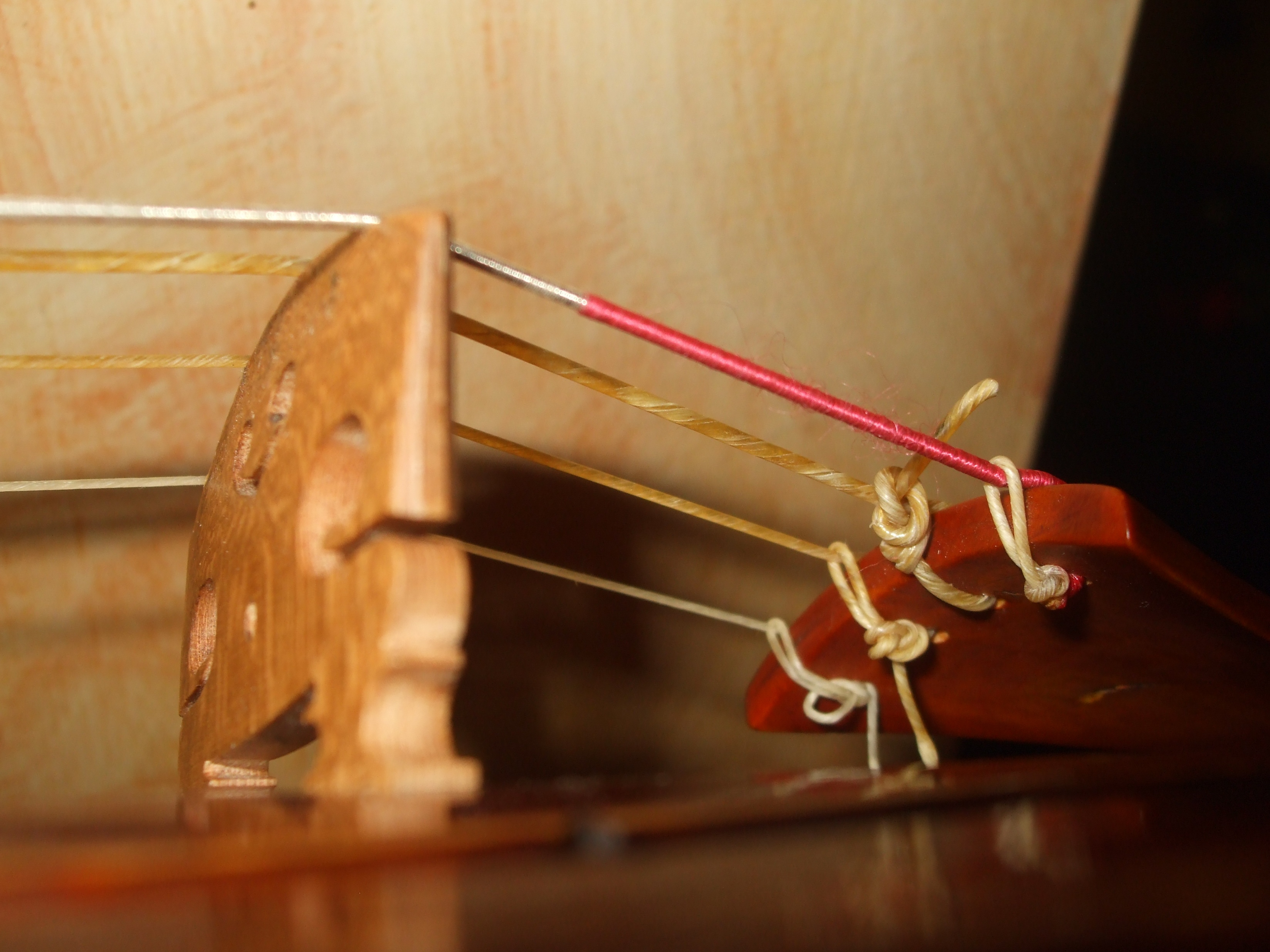
カットグット製のバイオリンの弦

長い間カットグットはハープ、リュート、ビオラ、バイオリンなどの弦楽器、またスネアドラムなどに用いられたが、今日ではほとんどの楽器が鋼や合成高分子(プラスチック)のものを用いている。古典的・バロック式の弦楽器奏者や暗く豊かな音を得るためにハープで現在でも用いられることがある。

### 医療
カットグットの縫合糸は以前は手術で広く用いられる縫合糸であった。1868年、ジョゼフ・リスターがカットグットをクロム酸で処理し耐久性を持たせた「クロミックカットグット」を開発、世界中に普及した。一週間程度で吸収される吸収性の縫合糸として用いられた。しかし今日では綿製の縫合糸の方がより安価でさらに傷口をよく閉じ、また合成縫合糸の方が感染のリスクが低いという理由からカットグットの縫合糸を使い続けるかについては議論がある 。

### その他
カットグットは現在でもテニスラケットの高機能ナチュラルストリングとして用いられているが、それも合成のものに置き換わりつつある。他には時計や弓などに用いられている。

## 空騒ぎ
空騒ぎの劇中でシェークスピアはベネディックに次のように語らせている。
| 「 | 羊の腸が人の身体の魂を沸き立たせるというのも妙なことじゃないか？ | 」 |